# اچ‌ام‌سی‌اس کنوگامی (کی۱۲۵)
اچ‌ام‌سی‌اس کنوگامی (کی۱۲۵) (به انگلیسی: HMCS Kenogami (K125)) یک کشتی بود که طول آن ۲۰۵ فوت (۶۲٫۴۸ متر) بود. این کشتی در سال ۱۹۴۱ ساخته شد.